# PhpLDAPadmin
phpLDAPadmin est une interface écrite en php qui permet de modifier facilement et via une interface conviviale un annuaire LDAP (OpenLDAP principalement), sur le même principe que phpMyAdmin pour les bases de données MySQL.
Il permet de gérer plusieurs annuaires LDAP et implémente plusieurs modes d’authentification.
Il est présent sous forme de paquets dans la plupart des distributions récentes.